# Somani
Somani (nepalski: सोमनी) – gaun wikas samiti w zachodniej części Nepalu w strefie Lumbini w dystrykcie Nawalparasi. Według nepalskiego spisu powszechnego z 2001 roku liczył on 898 gospodarstw domowych i 6022 mieszkańców (2947 kobiet i 3075 mężczyzn).